# Klone
I Klone sono un gruppo musicale progressive metal francese formato nel 1995 a Poitiers.

## Storia del gruppo
Nel 1995 il bassista e cantante Julien Comte, i chitarristi David Ledoux e Guillaume Bernard e il batterista Laurent Thomas, accomunati dalla passione per gruppi come Meshuggah, Opeth e Porcupine Tree, diedero vita ai Sowat. Quattro anni più tardi cambiarono nome in Klone e ci furono cambi nella formazione, con l'aggiunta di Matthieu Metzger alla tastiera e al sassofono e Michael Moreau in sostituzione di Ledoux (quest'ultimo ritornato poco tempo dopo in veste di solo cantante).
Dopo la registrazione di un paio di demo, nel 2003 il gruppo pubblicò l'album di debutto Duplicate, composto da 11 brani. Nel corso del 2004 Ledoux e Comte abbandonarono la formazione, venendo rimpiazzati rispettivamente da Yann Ligner e Hugues Andriot; la prima pubblicazione con i nuovi arrivati è l'EP High Blood Pressure, diffuso nello stesso anno.

## Formazione
Attuale
- Guillaume Bernard – chitarra (1995-presente)
- Matthieu Metzger – sassofono, tastiera, campionatore (1995-presente)
- Yann Ligner – voce (2004-presente)
- Florent Marcadet – batteria (2010-presente)
- Aldrick Guadagnino – chitarra (2012-presente)
- Jean Etienne Maillard – basso (2012-presente)

Turnisti
- Martin Weill – batteria (2019-2021)

Ex componenti
- Julien Comte – basso (1995-2003), voce (1995-1999)
- David Ledoux – chitarra (1995-1999), voce (1999-2004)
- Laurent Thomas – batteria (1995-2006)
- Hugues Andriot – basso (2004-2010)
- Michael "Mika" Moreau – chitarra (1999-2012)

## Discografia

### Album in studio
- 2003 – Duplicate
- 2008 – All Seeing Eye
- 2010 – Black Days
- 2012 – The Dreamer's Hideaway
- 2015 – Here Comes the Sun
- 2019 – Le Grand Voyage

### Album dal vivo
- 2017 – Unplugged
- 2021 – Alive

### EP
- 2004 – High Blood Pressure
- 2011 – The Eye of Needle